# Озеров, Семён Николаевич
Семён Николаевич Озеров (1 февраля 1776 — 24 января 1844, Москва) — русский государственный деятель, сенатор, тайный советник.

## Биография
Сын подполковника Николая Ивановича Озерова (1741 — 18.01.1797) и Марии Григорьевны Хрущёвой. Унаследовал в совместном с сестрой владении дом и 289 душ; благоприобретено 180 душ; второй жене принадлежали 1197 душ и деревянный дом в Москве.
В возрасте 9 лет 1 апреля 1785 вступил в службу в лейб-гвардии Семеновский полк фурьером, 19 мая 1786 — сержант, 7 апреля 1789 — служащий. В январе 1797 уволен для определения к статским делам. В 1797 — губернский секретарь, 1 мая определен в Экспедицию по должности государственного казначея.
В 1802 назначен секретарем при министре финансов, 31 декабря 1806 произведен в статские советники. В мае 1807 сопровождал действительного статского советника Вульфа в заграничной командировке.
В 1808 назначен экспедитором департамента министерства финансов, в 1810 назначен за обер-прокурорский стол и командирован в Шклов для описи имения генерала С. Г. Зорича, заложенного в Опекунский совет.
22 января 1811 назначен обер-прокурором 7-го департамента Правительствующего Сената, вместо уволенного по здоровью А.А. Столыпина.
9 ноября 1824 отправлен в отставку по болезни с переименованием в действительные статские советники.
13 мая 1832 вновь принят на службу обер-прокурором общего собрания московских департаментов сената. 12 декабря 1832 года произведен в тайные советники с назначением присутствовать в сенате. В 1833 председатель комитета для составления устава межевого управления, с 1840 первоприсутствующий в 8-м департаменте сената.
Ф. Ф. Вигель, хорошо знавший Озерова, пишет о нём как о человеке «честном, с познаниями и усердием».  По словам Е. П. Яньковой, Семён Озеров был

...крупный мужчина, очень приятной наружности; честный и благородный человек с состоянием и хорошего происхождения (...) Он любил свою службу, говорят, знал до тонкости свод законов и был сенатором не только по имени, а на самом деле. Будучи характера довольно мнительного, терпеть не мог, чтобы его просили о каком-нибудь деле; тотчас ему западет в мысль: просят, стало быть, дело неправое. И еще строже начнет разбирать, чтобы не упрекнуть себя, что из лицеприятия или по дружбе упустил что-нибудь из виду.— Благово Д. Д. Рассказы бабушки, с. 187—188.

## Награды
- Орден Святой Анны 2-й ст. (18 января 1808)[3] [4]
- Орден Святого Владимира 4-й ст. (26 июня 1809)[4]
- Орден Святого Владимира 3-й ст.(29 июля 1812)[5]
- Орден Святой Анны 1-й ст. (1 января 1836)
- Орден Святого Владимира 2-й ст. (31 декабря 1839)
- Орден Белого Орла (13 декабря 1840)
- Знак отличия беспорочной службы за XXV лет

## Семья

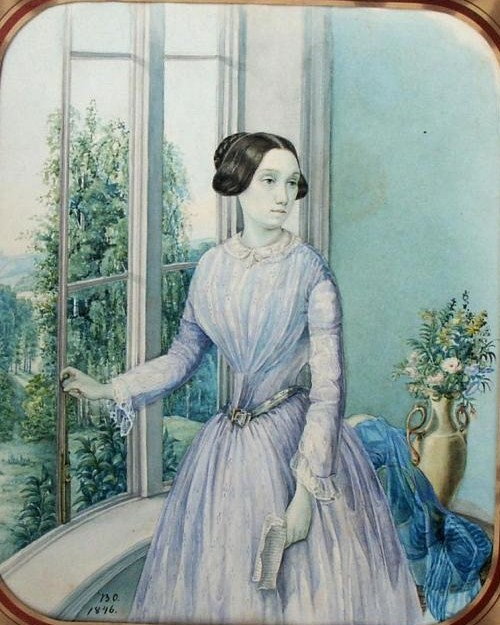
Варвара Семёновна, дочь

Первая жена (22 мая 1808 года) — Александра Васильевна Левашова (24.06.1782—31.08.1811), дочь генерала от инфантерии В. И. Левашова. Умерла от родильной горячки. Дочь:
- Елизавета (22.08.1811[8]—16.09.1813)

Вторая жена (с 28 января 1814 года) — княжна Анастасия Борисовна Мещерская (21.06.1796 — 15.09.1841), единственная дочь князя Бориса Ивановича Мещерского (ум. 1796) и Евдокии Николаевны Тютчевой (1774—1837). По желанию матери должна была выйти замуж за графа А. И. Кутайсова, но судьба решила иначе: 26 августа 1812 года граф Кутайсов, не имея еще и тридцати лет был убит под Бородином. О любви Кутайсова и княжны Мещерской было известно в армии, о ней написаны прославленным поэтом В. А. Жуковским трогательные строки в посвященных герою строфах знаменитой оды «Певец во стане русских воинов». Дети:
- Евдокия (27.01.1815[9] — 16.04.1890), в монашестве Евгения, с 25.04.1854 игуменья Аносинской Борисоглебской обители, основанной её бабкой, затем настоятельница московского Страстного монастыря. Её воспоминания были опубликованы в 1898 в «Русском Архиве».
- Мария (1816—1817)
- Николай (1817—1819)
- Екатерина (05.03.1819 — 19.07.1849)
- Елизавета (24.04.1820 — 5.12.1846). Муж: Александр Григорьевич Небольсин (1795—1854), помещик
- Варвара (1821—1892), девица, унаследовала от сестры Евдокии село Аносино
- Анастасия (1823—?). Муж (1850): Николай Сергеевич Кругликов
- Александра (1824—1855). Муж (1845): Пётр Михайлович Глебов (1813—1883)
- Надежда (1825—26.11.1859[10]), девица, умерла от чахотки.
- Борис (9.04.1827 — 1858 или 1859), обучался в Училище правоведения, но был оттуда исключен. Любитель светской и разгульной жизни. В 1845 году женился, по словам сестры, «взяв жену не столько несообразно званию своему, как пустую и ветреную француженку с Кузнецкого моста». В конце жизни совершенно опустился, потеряв «даже наружность порядочного человека»[11].
- Любовь (8.06.1829 — 1891). Муж (11.07.1852): Георгий Александрович Даксергоф, поручик
- Евгения (29.08.1840 — 1893).